# Windlestone
Windlestone – civil parish w Anglii, w hrabstwie Durham. W 2011 civil parish liczyła 212 mieszkańców.